# Frauds and Frenzies
Ridolini al bagno penale (Frauds and Frenzies) è un cortometraggio muto del 1918, diretto da Larry Semon con Larry Semon e Stan Laurel. 
Rappresenta il nono film girato dall'attore Stan Laurel dopo il cortometraggio Just Rambling Along girato sempre nel 1918.
Il cortometraggio della durata di 16 minuti fu pubblicato l'11 novembre 1918.

## Trama
Ridolini (Larry) e Stanlio (Simp) si ritrovano a lavorare in una prigione come scavaterra. I due escogitano un modo per non affaticarsi tanto nascondendosi dietro una grande roccia e muovendo a vuoto il piccone, facendo sembrare che stiano scavano. Però tutti i poliziotti li scoprono e malmenandoli li conducono a lavorare. Mentre stanno scavano Ridolini e Stanlio incominciano a bisticciare e a farsi sgarbi l'un l'altro, finché non esagerano tirandosi addosso delle pietre. Una colpisce per sbaglio un prigioniero che si stava ribellando puntando un fucile contro una guardia che, contentissima, ringrazia i due pasticcioni, ma non li rilascia. Così Stanlio e il compare Ridolini nascondendosi in un grosso tronco cavo che fanno rotolare addosso a tutte le guardie riescono a fuggire. In città i due abbandonano le divise da carcerati e indossano vesti da veri signori per camuffarsi, ma la polizia è sempre in agguato, specialmente quando sia Ridolini che Stanlio cercheranno di parlare con una bella ragazza che scopriranno essere la figlia del capo dei poliziotti della prigione. Ma l'amore è troppo forte e i due amici si riconciliano l'un l'altro per darsi da fare nel corteggiare la ragazza. L'arrivo delle guardie rovinerà tutto e Stanlio e Ridolini, costretti a fuggire, si arrampicano da acrobati su pali della luce, su nastri trasportatori e su ruspe finché Ridolini, perso l'amico, non riesce ad eludere le guardie rifugiandosi su un'auto in movimento. Sarà la vettura del capitano delle guardie che ha già arrestato Stanlio.

## Cast
- Larry Semon - Larry, il primo prigioniero
- Stan Laurel - Simp, il secondo prigioniero
- Madge Kirby - Dolly Dare
- William McCall - Warden (come Billy McCall)
- William Hauber - guardia carceraria (come Bill Hauber)